# Гурбанов Махмуд Ханлар-огли
Махмуд Гурбанов (азерб. Maxmud Qurbanov, нар. 10 травня 1973, Гянджа) — колишній азербайджанський футболіст, що грав на позиції півзахисника. По завершенні ігрової кар'єри — футбольний тренер. З 2013 року входить до тренерського штабу національної збірної Азербайджану.
Протягом кар'єри виступав за низку азербайджанських клубів, іранський «Фулад» та українську «Таврію», а також національну збірну Азербайджану. Увійшов в історію азербайджанського футболу як футболіст, що 12 разів ставав чемпіоном Азербайджану в складі 6 різних команд.

## Клубна кар'єра
Перші кроки у футболі робив у спортивній школі № 2 м. Гянджа, під керівництвом Чингіз Муалліма. Потім 12 років навчався у дитячому футбольному клубі «Локомотив» міста Гянджі під керівництвом наставника Костянтина Обраменко.
У дорослому футболі дебютував 1993 року виступами за вищоліговий «Кяпаз», в якому провів три сезони, взявши участь у 110 матчах чемпіонату. Більшість часу, проведеного у складі «Кяпаза», був основним гравцем команди, допомігши команді стати володарем Кубка (1994) та чемпіоном Азербайджану (1995).
Протягом сезону 1996/97 виступав за «Нефтчі» (Баку), з яким виграв ще одне чемпіонство, після чого повернувся в «Кяпаз», з яким в першому ж сезоні завоював золотий дубль.
З 2000 по 2002 грав за «Шамкір», з яким в обох сезонах ставав чемпіоном країни.
З березня 2003 року виступав за клуб вищої ліги Ірану «Фулад» Ахваз. У серпні 2003 року перейшов в українську «Таврію» з міста Сімферополь, де провів лише півроку, зігравши за цей час у 12 матчах чемпіонату і 4 в національному кубку.
Навесні 2004 року повернувся на батьківщину і став виступати за бакинський «Нефтчі», з яким в тому ж сезоні завоював золотий дубль, а у наступному лише чемпіонство.
2005 року перейшов в «Хазар-Ленкорань», з яким у сезоні 2006/07 теж зробив золотий дубль, після чого виступав за «Інтер» (Баку), з яким став чемпіоном у 2008 році.
З 2008 року три сезони захищав кольори команди клубу «Баку», вигравши 2009 року своє останнє, дванадцяте чемпіонство.
Завершив професійну ігрову кар'єру у клубі «Сумгаїт», за який виступав протягом сезону 2011/12 років.

## Виступи за збірну
Виступав також за молодіжну збірну Азербайджану (U-21).
Дебютував у складі національної збірної Азербайджану у товариському матчі проти збірної Грузії 17 вересня 1992 року в Гурджаані (Грузія), який увійшов в історію азербайджанського футболу, як перший матч збірної Азербайджану, після здобуття незалежності.
Протягом кар'єри у національній команді провів у формі головної команди країни 76 матчів, забивши 1 гол.

## Тренерська робота
2012 року Махмуд Гурбанов вирішив зайнятися тренерською діяльністю. Першим його клубом став «Тараггі», де він провів короткий проміжок часу, після чого прийняв пропозицію від «Кяпаза», з яким пропрацював до 2013 року.
2013 року увійшов до очолюваного німецьким спеціалістом Берті Фогтсом тренерського штабу національної збірної Азербайджану. Після відставки Фогтса у жовтні 2014 і до приходу на його місце хорвата Роберта Просинечки виконував обов'язки головного тренера національної команди.

## Досягнення
- Чемпіон Азербайджану (12) : 1994/95, 1997/98, 1998/99 («Кяпаз»), 1999/2000, 2000/01, 2001/02 («Шамкір»), 1996/97, 2003/04, 2004/05 («Нефтчі»), 2006/07 («Хазар-Ленкорань»), 2007/08 («Інтер» Баку), 2008/09 («Баку»).
- Володар Кубка Азербайджану (4) : 1993/94, 1997/98 («Кяпаз»), 2003/04 («Нефтчі»), 2006/07 («Хазар-Ленкорань»).